# Atletismo nos Jogos Olímpicos de Verão de 1900 - 100 m masculino
A competição dos 100 metros masculino fez parte do programa do atletismo nos Jogos Olímpicos de Verão de 1900. Aconteceu no dia 14 de julho. 20 atletas de nove países competiram.

## Medalhistas
| Ouro   | USA Frank Jarvis   |
| Prata  | USA John Tewksbury |
| Bronze | AUS Stanley Rowley |

## Resultados

### Eliminatórias
Eliminatória 1
| Pos. | Atleta                | Tempo        |
| ---- | --------------------- | ------------ |
| 1    | USA Arthur Duffey     | 11.4 s       |
| 2    | USA Frederick Moloney | Desconhecido |
| 3    | BOH Václav Nový       | Desconhecido |

Eliminatória 2
| Pos. | Atleta               | Tempo        |
| ---- | -------------------- | ------------ |
| 1    | USA John Tewksbury   | 11.4 s       |
| 2    | USA Thaddeus McClain | Desconhecido |
| 3    | HUN Pál Koppán       | Desconhecido |

Eliminatória 3
| Pos. | Atleta              | Tempo        |
| ---- | ------------------- | ------------ |
| 1    | USA Frank Jarvis    | 10.8 s =WR   |
| 2    | AUS Stanley Rowley  | Desconhecido |
| 3    | ITA Umberto Colombo | Desconhecido |
| 4    | GER Julius Keyl     | Desconhecido |

Eliminatória 4
| Pos. | Atleta              | Tempo        |
| ---- | ------------------- | ------------ |
| 1    | USA Clark Leiblee   | 11.4 s       |
| 2    | GER Kurt Dörry      | Desconhecido |
| 3    | DEN Johannes Gandil | Desconhecido |

Eliminatória 5
| Pos. | Atleta               | Tempo        |
| ---- | -------------------- | ------------ |
| 1    | IND Norman Pritchard | 11.4 s       |
| 2    | USA Edmund Minahan   | Desconhecido |
| 3    | HUN Ernő Schubert    | Desconhecido |
| 4    | SWE Isaac Westergren | Desconhecido |

Eliminatória 6
| Pos. | Atleta                | Tempo        |
| ---- | --------------------- | ------------ |
| 1    | USA Charles Burroughs | 11.4 s       |
| 2    | USA Dixon Boardman    | Desconhecido |
| 3    | USA Henry Slack       | Desconhecido |

### Semifinais
Semifinal 1
| Pos. | Atleta                | Tempo        |
| ---- | --------------------- | ------------ |
| 1    | USA Arthur Duffey     | 11.0 s       |
| 2    | AUS Stanley Rowley    | Desconhecido |
| 3    | USA Charles Burroughs | Desconhecido |
| 4    | USA Dixon Boardman    | Desconhecido |

Semifinal 2
| Pos. | Atleta                | Tempo        |
| ---- | --------------------- | ------------ |
| 1    | USA John Tewksbury    | 10.8 s =WR   |
| 2    | USA Clark Leiblee     | Desconhecido |
| 3    | USA Frederick Moloney | Desconhecido |
| —    | GER Kurt Dörry        | DNF          |

Semifinal 3
| Pos. | Atleta               | Tempo        |
| ---- | -------------------- | ------------ |
| 1    | USA Frank Jarvis     | 11.2 s       |
| 2    | USA Thaddeus McClain | Desconhecido |
| 3    | IND Norman Pritchard | Desconhecido |
| 4    | USA Edmund Minahan   | Desconhecido |

### Repescagem
| Pos. | Atleta                | Tempo        |
| ---- | --------------------- | ------------ |
| 1    | AUS Stanley Rowley    | 11.0 s       |
| 2    | IND Norman Pritchard  | Desconhecido |
| 3    | USA Clark Leiblee     | Desconhecido |
| 4-6  | USA Charles Burroughs | Desconhecido |
| 4-6  | USA Thaddeus McClain  | Desconhecido |
| 4-6  | USA Frederick Moloney | Desconhecido |

### Final
| Pos. | Atleta             | Tempo         |
| ---- | ------------------ | ------------- |
|      | USA Frank Jarvis   | 11.0 s        |
|      | USA John Tewksbury | 11.1 s (est.) |
|      | AUS Stanley Rowley | 11.2 s (est.) |
| —    | USA Arthur Duffey  | DNF           |

- DNF: Não completou.